# Frances Anne Hopkins
Pour les articles homonymes, voir Hopkins.
Frances Anne Hopkins (née le 2 février 1838 et décédée le 5 mars 1919) est une artiste peintre anglaise. Fille du capitaine de marine Frederick William Beechey, elle épouse Edward Hopkins, fonctionnaire de la Compagnie de la Baie d'Hudson, en 1858.

## Biographie
Frances Anne Hopkins accompagne son mari dans ses voyages à travers l'Amérique du Nord sauvage. Ils voyagent alors d'un poste de traite à un autre en canoë. Lors de ces expéditions, elle immortalise en peinture la vie quotidienne de la traite des fourrures.
Ses peintures les plus célèbres montrent des voyageurs souvent en train de naviguer à travers le Canada-Uni, la terre de Rupert et le territoire du Nord-Ouest.
En 1870, Hopkins retourne au Royaume-Uni et elle y reste jusqu'à sa mort en 1919. De nos jours, plusieurs de ses peintures font partie de la collection de Bibliothèque et Archives Canada. En 1988, un timbre est émis avec une de ses peintures et sa photographie en médaillon.

## Peintures

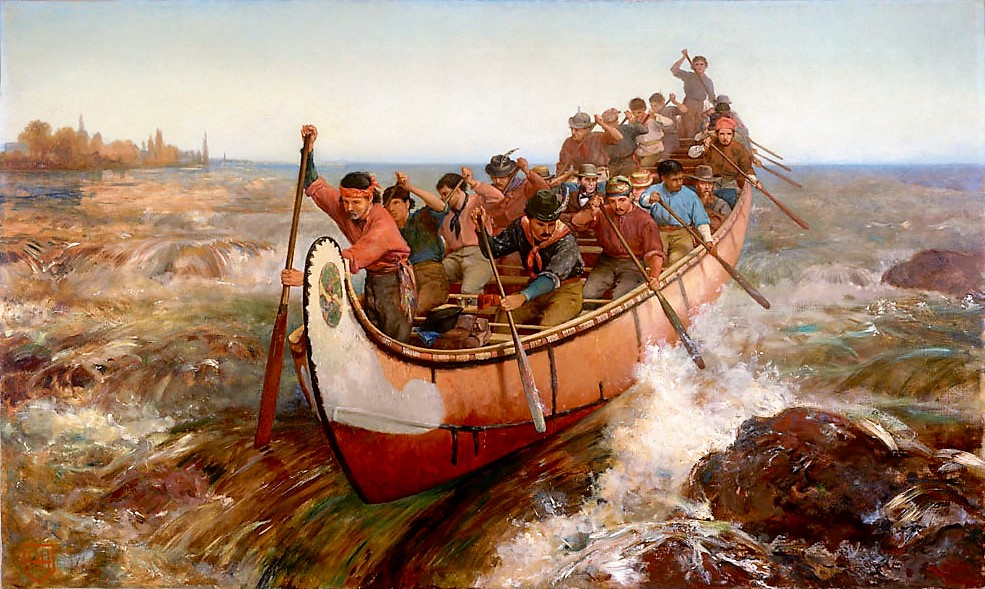
Shooting the Rapids, 1879
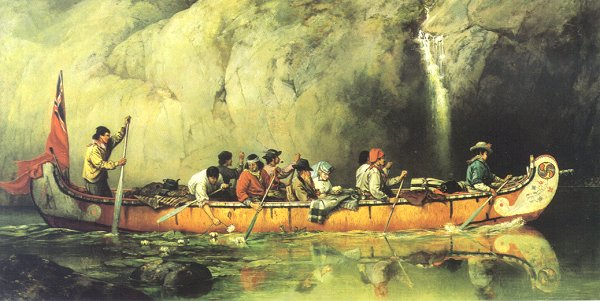
Canoe Manned by Voyageurs Passing a Waterfall (Ontario), 1869.
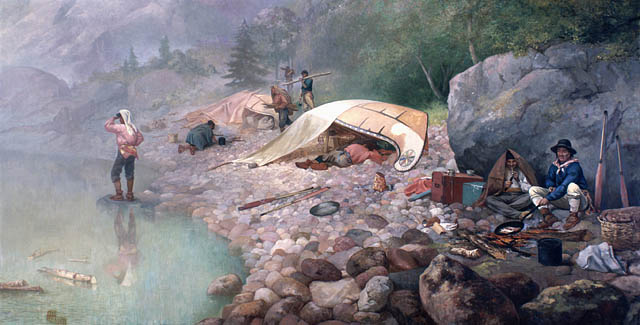
Voyageurs at Dawn, 1871.